# Segon teorema de Shannon
En teoria de la informació, el segon teorema de Shannon anomenat també de "teorema de codificació de canal", o simplement teorema de Shannon, és un teorema matemàtic enunciat per Claude Shannon, que mostra que és possible transmetre dades discretes (informació digital) gairebé sense errors sobre un mateix canal sorollós, a un règim màxim computable. Se'l coneix simplement com "teorema de Shannon" (tot i que és el segon), ja que aquest teorema conjuntament amb l'obra de Claude Shannon sobre la teoria de la informació, van tenir una importància fonamental en la teoria de la informació, oferint amples aplicacions en els dominis de les telecomunicacions i en els principis emprat per a l'emmagatzematge d'informació.
El límit de Shannon o la capacitat de Shannon d'un canal de comunicacions és la velocitat teòrica màxima de transferència d'informació del canal, per a un nivell de soroll determinat, que és el màxim fixat en la quantitat de símbols per segon que poden ser transferits a través d'aquesta connexió amb soroll. Aquest enunciat publicat per Claude Shannon el 1948 es va basar sobre treballs anteriors de Harry Nyquist i Ralph Hartley. La primera prova rigorosa va ser establerta per Amiel Feinstein el 1954.

## Enunciat
Un dels principals avantatges de la tecnologia dita numèrica és de permetre l'intercanvi de dades sense pèrdua d'informació. Tanmateix, aquestes dades transiten la majoria del temps sobre canals no fiables, patint diverses interferències i, per tant, barrejades amb el soroll, aleshores, com, es poden eliminar els errors de transmissió? La solució consisteix en introduir una redundància en els missatges emesos per la font amb la finalitat de que el receptor pugui corregir els errors. Es coneix com a codificació de canal mitjançant un codi corrector.
El temps necessari per poder enviat un símbol per la línia, s'anomena temps de símbol. Dins del temps de símbol el senyal segueix sent el mateix.
{\displaystyle N_{bits}=\log _{2}(N_{symbols})}
El nombre de bits transportats guarda relació amb el nombre de símbols definits (P.e. Nsymbols = 2), en 8-PSK són tres bits i en QAM-64, sis bits.
La unitat per a mesurar el nombre de símbols per segon és el Baud.

## Formulació matemàtica
Teorema (Shannon, 1948):
1. Per a qualsevol canal discret sense memòria, la capacitat de canal
{\displaystyle \ C=\sup _{p_{X}}I(X;Y)\,}
Té la següent propietat. Per a qualsevol ε> 0 i R <C, per a N prou gran, existeix un codi de longitud N i una taxa ≥ R i un algorisme de descodificació, de manera que la probabilitat màxima d'error de bloc és ≤ ε.
2. Si la probabilitat d'error de bits pb és acceptable, les taxes de transmissió fins a R (pb) són assolibles, on
{\displaystyle R(p_{b})={\frac {C}{1-H_{2}(p_{b})}}.}
i {\displaystyle H_{2}(p_{b})} és la funció entropía binària
{\displaystyle H_{2}(p_{b})=-\left[p_{b}\log _{2}{p_{b}}+(1-p_{b})\log _{2}({1-p_{b}})\right]}
3. Per a qualsevol pb, les taxes de transmissió més grans que R (pb) no són assolibles.
(MacKay (2003), p. 162; de Gallager (1968), ch.5; Cover and Thomas (1991), p. 198; Shannon (1948) thm. 11)